# Cypraeovula immelmani
Cypraeovula immelmani là một loài ốc biển, là động vật thân mềm chân bụng sống ở biển trong họ Cypraeidae, họ ốc sứ.